# La Guásima, Rosario
La Guásima är en ort i Mexiko.   Den ligger i kommunen Rosario och delstaten Sinaloa, i den centrala delen av landet, 800 km nordväst om huvudstaden Mexico City. La Guásima ligger 9 meter över havet och antalet invånare är 704.
Terrängen runt La Guásima är mycket platt. Havet är nära La Guásima åt sydväst.  Närmaste större samhälle är Agua Verde, 15,5 km öster om La Guásima. 